# Parodon carrikeri
Parodon carrikeri är en fiskart som beskrevs av Fowler, 1940. Parodon carrikeri ingår i släktet Parodon och familjen Parodontidae. Inga underarter finns listade i Catalogue of Life.